# 普勒文
普勒文（德語：Plöwen）是德国梅克伦堡-前波美拉尼亚州的市镇，隶属于前波美拉尼亚-格赖夫斯瓦尔德县。总面积为15.2平方千米，截至2023年12月31日总人口为343人。